# Роялът
„Роялът“ е български игрален филм (трагикомедия) от 1978 година на режисьора Борислав Пунчев, по сценарий на Никола Русев. Оператор е Георги Матеев. Музиката във филма е композирана от Симеон Пиронков.

## Сюжет
По случай откриването на нов цех директорът обещава концерт с известни оперни артисти. Оказва се, че поради техните ангажименти обектът трябва да бъде завършен предсрочно. Лесна работа, но неочаквано възниква проблем – няма роял. Работникът Коста заминава за града, за да търси необходимия инструмент...

## Състав

### Актьорски състав
| Изпълнител                                           | Роля                                     |
| ---------------------------------------------------- | ---------------------------------------- |
| Народен артист Георги Калоянчев                      | „Зъбчето“                                |
| Иван Григоров                                        | Коста - „Костурата“, строителен работник |
| Заслужил артист Георги Парцалев                      | Личо Виделов, строител работник          |
| Заслужил артист Наум Шопов                           | Тодоров, началник                        |
| Васил Вачев                                          | бай Найден, строител работник            |
| Заслужил артист Константин Коцев                     | Генадиев                                 |
| Мадлен Чолакова                                      | Надя, сестрата на Найден                 |
| Димитър Манчев                                       | строител работник                        |
| Велко Кънев                                          | Мето Методиев, строител работник         |
| Народен артист Никола Гюзелев (като Николай Гюзелев) | Николай Гюзелев, оперен певец            |
| Заслужила артистка Катя Чукова                       | жената на Коста                          |
| Заслужил артист Георги Русев                         |                                          |
| Вера Дикова                                          | Васка, жената на Найден                  |
| Христо Руков (като Хр. Руков)                        | Аладжемов                                |
| Димитър Бочев                                        | строител работник                        |
| Мария Карел                                          |                                          |
| Станислав Цолов                                      |                                          |
| Милко Никодимов                                      | Боре, строител работник                  |
| Станислав Пищалов                                    |                                          |
| Пепо Габровски                                       | строител работник                        |
| Борислав Иванов                                      | домоуправителят                          |
| Николай Савов                                        | началник                                 |
| Калин Арсов                                          | Величко, строител работник               |
| Надя Тодорова                                        | опечалена роднина                        |
| Галя Александрова                                    | строител работник                        |
| Любомир Миладинов (като Любомир Младенов)            | Кирето, кръчмарят                        |
| Иван Обретенов                                       | строител работник                        |
| Лъчезар Стоянов                                      | шофьорът на камиона                      |
| Йордан Биков                                         | мустакатият строител                     |
| Найчо Петров (като Нейчо Петров)                     | заекващият съсед                         |
| Вера Ковачева                                        | съседката с ролките в косата             |
| Боряна Пунчева                                       | репортерката                             |
| Лиляна Шопова                                        |                                          |
| Румяна Ташева                                        | работничка                               |
| Стефка Кацарска                                      | съседка с очила на починалия             |
| Красимир Ранков                                      | строител работник                        |
| Димитър Милушев                                      | строител работник                        |
| Ангел Алексиев                                       |                                          |
| Аспарух Сариев                                       | опечален роднина от Русе                 |
| Владо Йовчев                                         |                                          |
| Любо Димов                                           |                                          |
| Борис Велков                                         |                                          |
| Никола Кръстев                                       |                                          |
| Петър Гетов                                          | опечалени роднина от Русе                |
| Киро Кирков                                          |                                          |
| Георги Ставрев                                       |                                          |

и др.

### Творчески и технически екип
| Сценарий             | Никола Русев                                                                                            |
| Режисьор             | Борислав Пунчев                                                                                         |
| Оператор             | Георги Матеев                                                                                           |
| Редактор             | Иван Остриков                                                                                           |
| Художник             | Петър Горанов                                                                                           |
| Костюми              | Мария Деничина                                                                                          |
| Музика               | Симеон Пиронков                                                                                         |
| Звук                 | Михаил Витанов                                                                                          |
| Монтаж               | Ана Манолова-Пипева                                                                                     |
| Асистенти по монтажа | Теодора Теодорова Елеонора Езра                                                                         |
| Фотограф             | Тодор Костов                                                                                            |
| Втори режисьор       | Иван Касабов                                                                                            |
| Асистент-режисьори   | Лилия Бозаджиева Славчо Игнатов Людмила Мерджанска                                                      |
| Втори оператор       | Христос Арванитидис                                                                                     |
| Асистент-оператори   | Илия Вучков Димитър Минков                                                                              |
| Осветление           | Кръстю Даскалов                                                                                         |
| Грим                 | Магдалена Караманова                                                                                    |
| Гардероб             | Антоанета Немска                                                                                        |
| Реквизит             | Петър Фезов                                                                                             |
| Тонтехник            | Димитър Атанасов                                                                                        |
| Организатори         | Александър Савов Ангел Николов                                                                          |
| Директор             | Радослав Божков                                                                                         |
| Distributed by       | Българска кинематография Студия за игрални филми „БОЯНА“ Творчески колектив „СРЕДЕЦ“ /Copyright © 1978/ |